# Chachani
Der Chachani, auch Nevado Chachani, ist ein Berg nördlich von Arequipa im Süden Perus. Wie der nordöstlich von Arequipa gelegene Misti ist auch er vulkanischen Ursprungs. Sein Gipfel ist 6057 Meter über dem Meeresspiegel gelegen.

## Besteigung
Technisch bietet der Chachani wie auch der Misti keine Schwierigkeiten. Der Chachani ist über Serpentinen und Wege in einem Tag erreichbar. Seit 2007/2008 ist er am Ende der Trockenperiode (bis Ende November) schneefrei. In der übrigen Zeit sind Steigeisen erforderlich, eine Sicherung mit Eispickel und Seil kann bei viel Neuschnee notwendig werden.
Durch das Abschmelzen und Auftauen des Dauerfrostbodens kommt es zu erheblichem und sehr gefährlichem Steinschlag, der die Besteigung erschwert. Durch die Veränderungen bedingt ist eine neue Route in Planung, die ab 2009 eröffnet werden sollte.
Agenturen in Arequipa bieten Zweitagestouren an, eine Besteigung an einem Tag ist aber ebenfalls möglich. Die Kosten für eine Zweitagestour liegen bei ungefähr 130 US-Dollar. Die Gäste werden mit einem Geländewagen auf etwa 5000 Meter Höhe gebracht, von wo das 1. Basislager in ca. 1,5 Stunden erreicht wird. Da meistens keine Sauerstoffmasken zur Ausrüstung gehören, ist eine Akklimatisationsphase notwendig. Der etwa sechs bis acht Stunden dauernde Aufstieg zum Gipfel beginnt nachts, am späten Morgen erreicht man dann den Gipfel.